# طقوس الاغتسال في اليهودية

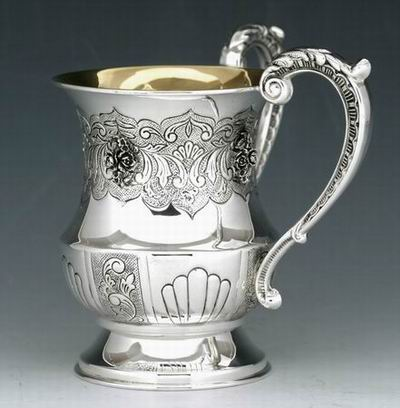
كوب غسيل فضي يستخدم لغسل الأيدي

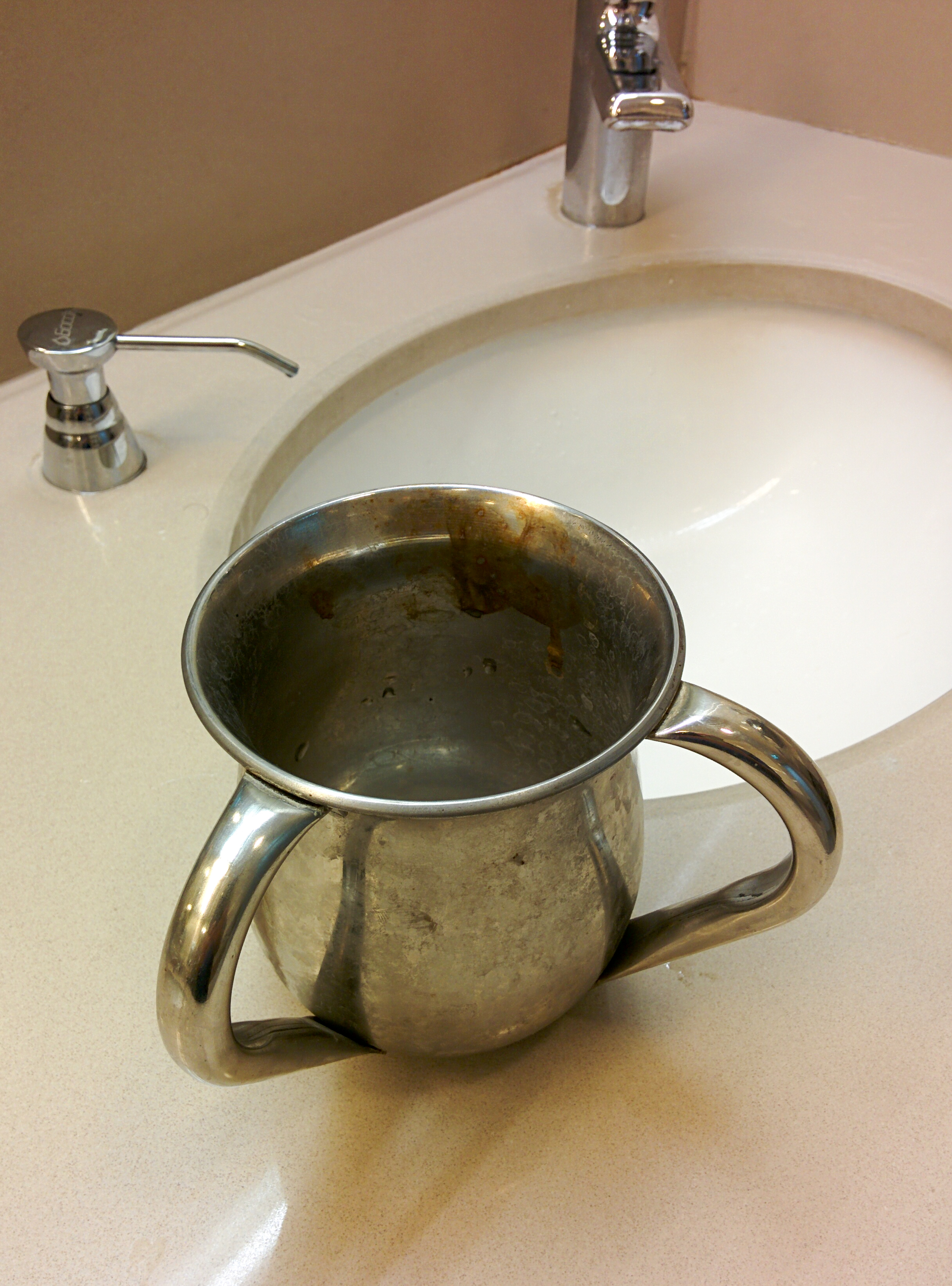
كوب الإغتسال بمقبضين Natla (נַטְלָה) صورت في أورشليم في الحوض العام.

في اليهودية، طقوس الإغتسال، أو الوضوء، وله طريقيتن رئيسيين: الأولى التعميد
(Tevilah טְבִילָה) هو غمر كامل الجسم في ميكفاه (حوض ممتلئ بالماء يتطهورن به)، والثانية هي غسل اليدين بكوب (yadayim netilat). (انظر لغسل اليدين في اليهودية).
هناك مراجع لغسل الطقوس مذكورة في الكتاب المقدس العبري، وتم تفصيلها في كتابي الميشناه والتلمود. ودونت في مصادر مختلفة في القانون والتقاليد اليهودية، مثل موسى بن ميمون في مشناه توراة (في القرن الثاني عشر) و شولحان عاروخ لـ يوسف كارو (القرن السادس عشر).
تمارس اليهودية الأرثوذكسية هذه الممارسات بشكل ملاحظ. تعتبر هذه الممارسات تقاليد في اليهودية المحافظة، مع بعض التساهل والاستثناءات أحياناً. في حين أنه لا يتم تنفيذ هذه الطقوس من قبل حركة الإصلاح اليهودي.

## الكتاب المقدس العبري

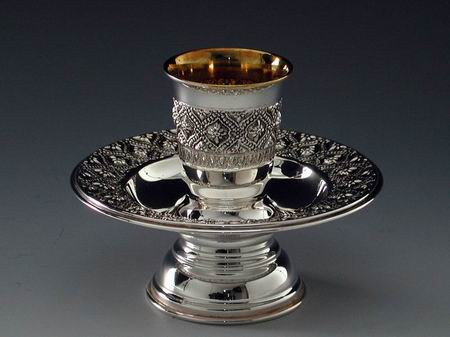
مجموعة من الأواني الفضية التي تستعمل لغسل الأيدي بعد أكل الخبز قبل صلاة بركة همزون.

بناءاً على الكتاب المقدس في الديانة اليهودية فإن غمر الجسد في الماء كوسيلة للتطهير في عدة ظروف أمر إلزامي، مثلاً:
وَإِذَا طَهُرَ ذُو السَّيْلِ مِنْ سَيْلِهِ، يُحْسَبُ لَهُ سَبْعَةُ أَيَّامٍ لِطُهْرِهِ، وَيَغْسِلُ ثِيَابَهُ وَيَرْحَضُ جَسَدَهُ بِمَاءٍ حَيٍّ فَيَطْهُرُ. (سفر اللاويين 15:13)
هناك أيضًا إشارات إلى غسل اليدين:
وَكُلُّ مَنْ مَسَّهُ ذُو السَّيْلِ وَلَمْ يَغْسِلْ يَدَيْهِ بِمَاءٍ، يَغْسِلُ ثِيَابَهُ وَيَسْتَحِمُّ بِمَاءٍ وَيَكُونُ نَجِسًا إِلَى الْمَسَاءِ. (سفر اللاويين 15:11)
أَغْسِلُ يَدَيَّ فِي النَّقَأوَةِ، فَأَطُوفُ بِمَذْبَحِكَ يَا رَبُّ (المزامير 26:6) 
كما طُلب من الكهنة غسل أيديهم وأرجلهم قبل اداء الخدمة في الهيكل:
17 وَكَلَّمْ الرَّبُّ مُوسَى قَائِلًا: 18 «وَتَصْنَعُ مِرْحَضَةً مِنْ نُحَاسٍ، وَقَاعِدَتَهَا مِنْ نُحَاسٍ، لِلاغْتِسَالِ. وَتَجْعَلُهَا بَيْنَ خَيْمَةِ الاجْتِمَاعِ وَالْمَذْبَحِ، وَتَجْعَلُ فِيهَا مَاءً. 19 فَيَغْسِلُ هَارُونُ وَبَنُوهُ أَيْدِيَهُمْ وَأَرْجُلَهُمْ مِنْهَا. 20 عِنْدَ دُخُولِهِمْ إِلَى خَيْمَةِ الاجْتِمَاعِ يَغْسِلُونَ بِمَاءٍ لِئَلاَّ يَمُوتُوا، أَوْ عِنْدَ اقْتِرَابِهِمْ إِلَى الْمَذْبَحِ لِلْخِدْمَةِ لِيُوقِدُوا وَقُودًا لِلرَّبِّ. 21 يَغْسِلُونَ أَيْدِيَهُمْ وَأَرْجُلَهُمْ لِئَلاَّ يَمُوتُوا. وَيَكُونُ لَهُمْ فَرِيضَةً أَبَدِيَّةً لَهُ وَلِنَسْلِهِ فِي أَجْيَالِهِمْ». (سفر الخروج 30، 17-21)

## غسل اليدين
وبحسب الهالاخاه أو العرف، يتم غسل اليدين في عدة مناسبات مثلاً: قبل وبعد تناول وجبة مع الخبز؛ عند الاستيقاظ صباحاً، وبعد استخدام المرحاض، وقبل أكل الكرباس في عيد الفصح (وهي أكلة محضرة من الخضار عادة اعشاب (الكرفس خاصة) مغمسة بالماء المالح)؛ وقبل الصلاة.
في بعض هذه المناسبات، يجب سكب الماء من الكوب. أما في مناسبات أخرى، يمكن توصيل الماء بأي وسيلة مثل الحنفية.
وهناك مناسبات تتلى فيها صلاة للمباركة، ومناسبات لا.

## غمر كامل الجسم (تڤيلة)

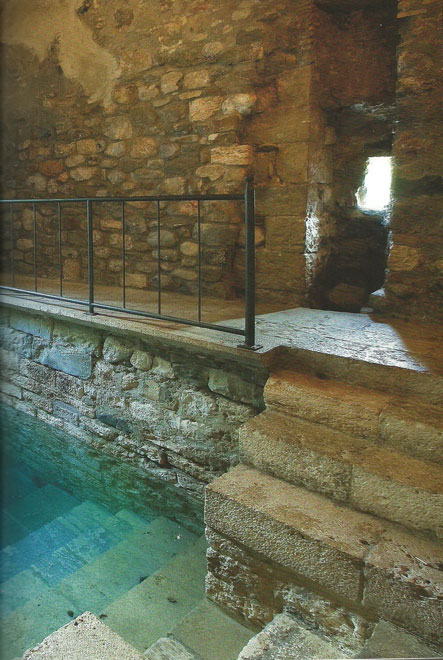
حوض مكفيه من القرون الوسطى لغرض الانغماس في الطقوس في بيسالو ، إسبانيا

هناك عدة مناسبات مذكورة في اللوائح الكتابية أو الحاخامية، تتطلب غمر الجسد بشكل كامل في الماء الجاري، إما جاري من نهر أو بحر، أو ماء موجود في حوض الميكفاه، وهو حمام طقسي مبني خصيصًا للتعميد، ومتصل مباشرة بمصدر طبيعي للمياه، مثل الينابيع).
القسم التالي سوف يعرض متطلبات الانغماس في اليهودية الحاخامية وفروعها. يٌذكر أن هناك جماعات يهودية مثل بيتا إسرائيل(الفلاشا) أو مجتمع اليهود الاثيوبيين، لها ممارسات مختلفة عن غيرها.

### الممارسة الحالية
في ما يلي المناسبات التي تتطلب الغمر الكامل للجسم في الوقت الحالي:
- بعد انتهاء فترة الحيض أو نزيف الرحم: يجب أن تغتسل المرأءة غمراً قبل استئناف العلاقات الجنسية مع زوجها. في الوقت المعاصر فإن هذا السبب يعد الاستخدام الرئيسي للميكفاه حالياً، ويتم رؤيته بوضوح في اليهودية الأرثوذكسية وتقاليد اليهودية المحافظة.
- يغتسل بعض الرجال الأرثوذكس بعد نزول الإفرازات المنوية (تسمى كيري).
- في الطائفة الأرثوذكسية، قبل تقليد منهاج للرجال، فيغتسلون غمراً في اليوم السابق من يوم الغفران، وغالبًا ما يفعلون ذلك قبل أعياد الحج الثلاثة، وقبل رأس السنة. بالإضافة لذلك، العديد من اليهود الحريديين يغتسلون قبل الشبات، ويقوم العديد من اليهود الحسيديين بذلك يوميًا قبل صلاة الفجر.
- ييشترط على الشخص الذي يريد أن يتحول إلى اليهودية أن يغتسل.[5]
- يغتسل اليهود للطهارة، (تنقية)، وتغسل جثة اليهودي قبل الدفن.
- قبل الصعود إلى المسجد الإقصى (من قبل السلطات الأرثوذكسية أو الماسورتي التي تسمح بصعود الحرم القدسي)

### الممارسة السابقة

#### سوائل الجسم والأمراض الجلدية
نصت التوراة على طقوس لتعالج المرض الجلدي المسمى tzaraath أو الجذام، وللإفرازات الجنسية غير العادية عند الجنسين (Zav / Zavah)،  في أيام وجود الهيكل كان يطلب تقديم قرابين والقيام بطقوس خاصة بما في ذلك الإغتسال في الحوض (ميكفاه).
بشكل عام لقد توقفت هذه الممارسة tzaraath بعد تدمير الهيكل وانتهى طقس تقديم القرابين. إلى أنه إلى حد ما، ما زال مستمرا ًبدون جزئية القرابين في اليهودية الأرثوذكسية وبدرجة أقل في اليهودية المحافظة.

#### زافاه
صُنفت المرأة التي تعاني من نزيف الرحم (ليس دم الحيض الطبيعي) على أنها Zavah، في عصر الهيكل تعتبر هذه المرأة نجسة لمدة 7 أيام بعد الطهارة (أي يجب الإنتظار 7 أيام إضافية حتى بعد توقف الدم) للاغتسال غمراً بالحوض (ميكفاه) وتقدم القرابين. حتى هذا اليوم، لا يزال قانون الZavah معمول به في اليهودية الأرثوذكسية، في الحالتين؛ النزول الطبيعي وغير الطبيعي للدم، يعامل بنفس الطريقة (بالاسفل شرحها).
بسبب الظروف القاسية في فلسطين اوقات العهد الروماني في زمن Amoraim (علماء يهود شرحوا تعاليم التوراة شفوياً)، حيث كانت دورات النساء غير منتظمة، فأصبحن غير قادرات على تحديد إذا ما كان الدم طبيعي (حيض، niddah) أو غير طبيعي (zavah). ونتيجة لذلك وحتى ليومنا هذا، تكيفت المرأة الأرثوذكسية مع هذه الصرامة، فأصبحت تتعامل مع النزول الطبيعي وغير الطبيعي (niddah وzavah) كأنه ذات الشيء، أي حتى بعد فترة الحيض (الطبيعية) تلزم النساء بالامتناع عن الجماع والاتصال الجسدي مع أزواجهن لمدة سبعة أيام؛ أي بما مجموعه حوالي 12 يوم في الشهر.
يإلا أن هناك طوائف ما زالت تفرق بين الحالتين، فيتم تطبيق قوانين zavah أيضًا، كما في العصور القديمة، فقط على نزول الدم من الرحم غير الإعتيادي (خارج أوقات الحيض). غالبًا ما يتم التساهل معها، فمثلاً تم وضع حيل للتخفيف من حدت هذه القوانين، من هذه الحيل أصبحت النساء اللواتي يعانين من هذه المشكلة ترتدي ملابس داخلية ملونة، فبذلك سيكون من الصعب التمييز إذا كان هذا دم أم لون الملابس.

#### كيري
أما الرجال، فيطلب منهم الإغتسال الكامل غمراً بالحوض (ميكفاه) قبل الدخول إلى الهيكل، إذا كانو يعانوا من إفرازات منوية غير اعتيادية، وبعد الجماع مع زوجاتهم، ويعتبر نجسًا حتى مساء ذلك اليوم. وحسب تلمود لجمعية عزرا الكبرى، فإنه يضيف قيود أخرى على الرجال «النجسين»، فيحظرهم من دراسة التوراة ومن المشاركة في الخدمات.
كتب موسى بن ميمون إفادة بإلغاء مرسوم عزرا، وبحسب رأي التلمود فإن غالبية المجتمع اليهوي لم يستطيعوا الإلتزام به. ولكن موسى بن ميمون التزم من باب الالتزام الشخصي، استمر بإتباع قيود (كيري). منذ ذلك الحين، أصبح احترام قواعد كيري واستخدام حوض الإغتسال (ميكفاه) أمر منسي في العديد من المجتمعات اليهودية. 
لكن اليهودية الحسيدية أعادات إحياء ممارسة الإغتسال بالحوض (ميكفاه) وبشكل منتظم، وكما دعت إلى أن يكون بشكل يومي كوسيلة لتحقيق النقاء الروحي. بالإضافة إلى أن بعض مجتمعات السفارديم والمزراحي استمرت في العمل بقواعد (كيري) طوال الوقت.

#### ملامسة جثة حيوان
وفقًا للاويين، فإن أي شخص يلمس أو يحمل جثة حيوان أو طير لم يقتل حسب أحكام ذبح اليهودية شيشيتا ، يعتبر نجساً ويحتاج إلى الإغتسال الكامل. وهذه القاعدة ذكرت بالسفر مباشرة قبل قاعدة عدم جواز تناول أي شيء لا يزال يحتوي على دم، وبناءاً على ذلك فإن علماء الكتاب المقدس يعاملون ذبيحة القرابين بنفس الطريقة، ويحذرون من التعامل معها لخطر وجود دم متبقي داخل الذبيحة.
أما في سفر التثنية، فأنه يحظر استهلاك هذا النوع من الذبائح كلياً، حتى انه لم يشر إلى أن أكل هذه الذبائح تجعل الشخص نجسًا، ولا تطلب من آكله أن يغسل جسده، فقد منع استهلاكه بشكل كلي ومن الأساس، لكنه يسمح لليهودي أنه يعطيه لغير اليهودي ليأكله ويستهلكه.

#### الاتصال بجثة
أي شخص لامس جثة بشرية أو قبرًا يعتبر نجساً ويحتاج أن يرش بالماء الناتج من طقوس البقرة الحمراء ليصبح طاهراً  وحسب هذه الممارسة فإن الشخص الذي رش ماء البقرة الحمراء أصبح نجساً ايضاً، والشخص الذي قام بطقس البقرة الحمراء هو أيضا نجس. ووفقًا لعلماء الكتاب المقدس، فإن أصل هذه الطقوس تأتي مشابهة لطقوس سفر التثنية التي تعتبر ككفارة لمجموعة من الناس عن حصول جريمة قتل على يد قاتل مجهول،  والتي بموجبها فأنهم يقتلون بقرة في جدول ماء، ثم تُغسل الأيدي فوقها؛  يعتقد أن هاتين الحالتين هما من السحر الودي/ المتعاطف،  ومشابهة لما موجود في الأساطير اليونانية  والرومانية. في النص الماسوري فإن الماء الناتج من طقوس البقرة الحمراء يعتبر كقربان للخطيئة. لكن بعض الترجمات الإنجليزية تستبعد ذلك، لأنها لم تقتل في المذبح، على الرغم من ذلك فإن علماء الكتاب المقدس يصرون على هذه الطقوس ويدافعون عنها بقولهم ان هذه الترجمات هي ترجمات فاشلة لا تفهم معنى قربان الخطيئة.

#### علاج الجثة
لا توجد قواعد صريحة في الكتاب المقدس فيما يتعلق بكيفية التعامل مع الجثة نفسها، إلا أن هناك مصادر حاخامية تاريخية رأت إشارات أنه يجب غسل الموتى بشكل كامل لكل جامعة،  مثلما يغسل الأطفال عند ولادتهم؛  وفقًا لرافية، وهو أحد رجال الدين البارزين في ألمانيا، قال إنه يجب غسل وتنظيف الجثة بعناية، حتى الأذنين والأصابع، ويجب تقليم الأظافر وتمشيط الشعر، فيجب أن يدخل الشخص المتوفي (الجثة) الكنيس بنفس الهيئة التي كان يدخله وهو حي.
يُلفت إلى أنه لم يلاحظ ممارسات لغسل الجثث بين اليهود الذين يعيشون في بابل الفارسية، ومن الإنتقادات التي وجهت إليهم «أنهم يموتون في قذارة، بدون شمعة وبدون غسل»؛  وهو نفس الأمر كان معمول به من قبل الفرس غير اليهود (غالباً الزرادشتية)، فكانو يعتقدون أن الجثث نجسة، ولا يجوز أن تختلط مع وتدنس عناصر الحياة الثلاثة الأخرى (الماء، التراب والنار)، فكانت توضع أعلى برج الصمت لتأكلها الطيور الجارحة.
في الفترات المبكرة، كان يتم غسل الجسد بالحوض (ميكفاه) المتعارف عليه،  وهو بالغالب ما زال ساري المفعول في الوقت الحاضر. لكن هذه المراسم التقليدية التي تسمى الطهارة التقليدية أصبحت مفصلة أكثر مع مرور الوقت. ففي القرن الخامس عشر كان هناك مبنى خاص لغسل الجثث داخل المقبرة في براغ،  وهو أمر متعارف عليه في المجتمعات اليهودية اليوم؛ حيث يوجد داخل المقابر حوض للاغتسال (ميكفاه)، حيث الإناث يغسلن جثث الإنات، والذكور يغسلوا جثث الذكور.
الخطوات المتبعة في مراسم الدفن التقليدية، توضع الجثة على الأرض، وتكون مغطاة بغطاء، عند بداية المراسم الدفن، ترفع الجثة على لوح خاص (لوح طهارة)، وتوضع في مواجهة الباب وتحتها غطاء أبيض. ثم يتم إزالة الملابس عن الجثة (إذا لم يتم إزالتها عندما كانت موضعة على الأرض)، وهنا يقوم القائمون على هذه المراسيم بقراءة أية حزقيال 5:15 بمعنى أزيلو الملابس القذرة عن الجثة.
بعد ذلك، تفرك الجثة جيدًا بالماء الفاتر، ويكون فم الجثة مغلقاً حتى لا يدخلها الماء؛  ثم يصب الماء على الرأس، بينما تتلى «وَأَرُشُّ عَلَيْكُمْ مَاءً طَاهِرًا فَتُطَهَّرُونَ. مِنْ كُلِّ نَجَاسَتِكُمْ وَمِنْ كُلِّ أَصْنَامِكُمْ أُطَهِّرُكُمْ.» حزقيال 36:25، التي تفيد إلى أن رش الماء يسبب الطهارة. ثم يُغسل كل طرف بدأ من أعلى الجثة نزولاً ألى أسفلها، بينما تتلى اية من سفر الإنشاد 5:11 التي تصف جمال عناصر الجسد «رأسه ذهب ابريز قصصه مسترسلة حالكة كالغراب».
أخيرًا، يتم سكب تسعة أكواب من الماء البارد على الجثة وهي منتصب، وتعتبر هذه الجزئية الجزء الأساسي في المراسم، ثم يتم تجفيفها (وفقًا لبعض العادات)، وتغطيتهبالكفن.
في العصور القديمة كانو يقومون بقص الشعر والأظافر، ولكن بحلول القرن التاسع عشر، اكتفوا بتمشيط الشعر فقط، وبتنظيف الأظافر بدبوس خاص، وتقص في حال كانت طويلة جداً. بعد الإنتهاء من المراسم، يتم غسل لوح الطهارة وتجفيفه، لكن يبقى على وضعه، لإن هناك اعتقاد بأن قلبه لإتجاه آخر فإن هناك شخص آخر سوف يموت خلال 3 أيام. لاحقاً، العديد من المجتمعات اليهودية استبدلت سكب تسع أكواب بالانغماس في (ميكفاه) مبني خصيصًا لذلك.
وهناك مراسم خاصة لدفن الأفراد المهمين يُعرف باسم الغسيل الكبير (rehizah gedolah)، وكان هيليل الأكبر هو من أسس لها. حيث تكون المياه المستخدمة في غسل الجثة معطرة من الورود، أو ريحان، أو التوابل المعطرة . يذكر أن استخدام التوابل هو ممارسة قديمة،  مذكورة بالمشناه خاصةً الغسيل بالريحان.

#### يوم الغفران
تشترط القواعد التوراتية في يوم الغفران على رئيس الكهنة اليهودي المسؤول عن الطقوس ذلك اليوم، أن يغتسل بالماء بعد إرسال كبش الفداء إلى عزازيل، كما أيضاً تشترط على الشخص الذي حمل كبش الفداء، والشخص الذي أحرق هذه القرابين في الطقوس، تشترط عليهم ان يغتسلوا بالماء. يذكر في الميشناه الكيفية التي يجب أن يتبعها رئيس الكهنة للإغتسال، فمذكور أن عليه أن يغطس نفسه خمس مرات، بلإضافة إلى غسل يديه وقدميه عشر مرات.

## سبب التقيد المعاصر
حاليًا هناك وجهات نظر متعددة لدى كل من اليهودية الأرثوذكسية والمحافظة حول سبب التقيد بطقوس الغسيل والغمر بالحوض أو عدمه في وقتنا المعاصر.
في اليهودية الأرثوذكسية، تنقسم الأراء بين وجهة نظر تؤكد أن تلك القواعد التوراتية المتعلقة بطقوس النقاء يمكن الإلتزام بها والعمل بها حتى في وقتنا الحالي، ومع غياب الهيكل والبقرة الحمراء، لذلك ترى الطائفة الأرثوذكسية، أن يبقى اليهود ملزمين بالعمل فيها قدر المستطاع وفقًا للكتابهم المقدس.
وهناك وجهة نظر أخرى مفادها أن قواعد وطقوس الطهارة تطبق فقط في حال وجود الهيكل، وما يجرى العمل به هو فقط وصايا حاخامية، وما أصدره الحاخامات من ممارسات في ذكرى الهيكل.
أما بخصوص اليهودية المحافظة، ففي كانون الأول 2006، أصدرت لجنة القانون والمعايير اليهودية التابعة لليهودية المحافظة ثلاثة ردود حول موضوع الحيض.
حكم الثلاثة أن المتطلبات التقليدية لطقوس الإغتسال ظلت قائمة بالنسبة لليهود المحافظين (مع بعض التساهل ووفتح باب للتفسيرات الجديدة). لكن الإختلاف كان حول أسباب استمرار هذه الممارسات، وكذلك على نسبة قبول بعض التسهيلات المحددة.
اثنان من الآراء يتبنون نفس المنطق للآراء الأرثوذكسية المذكورة سابقاً المرتبطة بالمتطلبات التوراتية أو وصايا الحاخامية التي تم سنها في ذكرى الهيكل.
صرح رأي ثالث عن وجهة نظر مفادها أن اليهودية المحافظة يجب أن تفصل ممارسات الطهارة عن وجود الهيكل من عدمه أو عن ذكراه، وقدم هذا الراي مقاربة جديدة مبينية على مفهوم القداسة أو الحرمة، بدلاً من مفهوم النقاء. ويستنتج من ذلك، إن الطائفة المحافظة، القائمة على التعددية، انها تدعم مجموعة من الآراء حول هذا الموضوع، هناك أراء مماثلة لوجهة النظر الأرثوذكسية، وهناك أراء تعكس الحاجة إلى المعاصرة.

## التاريخ والتعليق
يتفق الدينيون التقليديون والعلماء العلمانيون على أن طقوس الإغتسال اليهودية هي مستمدة من قبل حاخامات التلمود، قاموا بإنتقاءها من مجموعة واسعة من ممارسات الغسل والنقاء التي كانت على أيام الهيكل، وبناءً على آيات مختلفة في الكتاب المقدس العبري والتقاليد الواردة. ومع ذلك، فإن المتديينين والعلمانين يختلفون حول أصول ومعاني هذه الممارسات.
تكلم فيلون السكندري (فيلسوف يهودي) عن طقوس الإغتسال في سياق الهيكل وسفر اللاويين ولكنه يتحدث أيضًا عن «الغسيل» الروحي. تم تحديد الأحواض التي كانت بمثابة حمامات في قمران، وهناك نصوص في مخطوطات البحر الميت، تعكس الحاجة إلى الإستمرار في ممارسة طقوس النقاء التي تؤكد ما جاء بسفر اللاويين.
ووفقا لمحرري الموسوعة اليهودية 1906، فإن عبارة netilat yadaim تعني غسل اليدين، لكنها حرفيا تعني «رفع الأيدي»، وفقا للآية من مزمور 2:134، «ارْفَعُوا أَيْدِيَكُمْ نَحْوَ الْقُدْسِ، وَبَارِكُوا الرَّبَّ.»
أو قد تكون من الكلمة natla اليونانية (αντλίον في العبرية נַטְלָה)، للإشارة إلى جرة الماء المستخدمة في الإغتسال.
تذكر الموسوعة اليهودية أن العديد من الكتاب اليهود التاريخيين، وخاصة الفريسيين، اعتبروا أنه يجب سكب الماء على الأيدي المرفوعة، وأنه لا يجب اعتبارهم نظيفين إلا إذا وصل الماء إلى الرسغ. يذكر ينص العهد المسيحي الجديد على أنه في زمن يسوع، لم يكن «الفريسيون وكل اليهود» يأكلون إلا إذا غسلوا أيديهم حتى الرسغ، ومن الجدير بالذكر أن يسوع وأتباعه لم يغتسلوا.
وفقًا للموسوعة اليهودية، فإن المطلب التاريخي الذي يلزم الكهنة بأن يغسلوا أيديهم أولاً، مشابه مع الاعتقاد الحاخامي التقليدي بأن على غير الكهنة أيضاً غسل أيديهم قبل المشاركة في الإعمال المقدسة، مثل الصلاة. وهذا الغسل قد تم التقيد به بشدة، إلى حد أن الديانة المسيحية تبنت هذه الممارسة، وبنت للمصلين ينابيع وأحواض مياه داخل الكنائس؛ تقليدا لـ «البحر المنصهر» في هيكل سليمان الذي استخدم كحوض للإغتسال،  على الرغم من أن المسيحية لم تعتمد شرط غسل الكهنة لأقدامهم قبل العبادة. بالإضافة إلى أنه حتى المسلمين بنوا أماكن مخصصة للوضوء داخل المساجد.
وفقًا لتعليق بيك على الكتاب المقدس، يعتبر علماء الكتاب المقدس شرط الكوهانيم (الكهنة الهارونيون) لغسل الأيدي قبل الصلاة الكهنوتية، هو مثال على تحريم المدنسين من أن يتواصلو مع ما هو ديني ومقدس،  وهناك عدد من الديانات الأخرى (التي كانت بنفس الفترة والمنطقة) لديها نفس هذه الممارسة.
ذكرت الموسوعة اليهودية عدد من الامثلة على ذلك، فوفقًا لهيرودوت، كان على الكهنة المصريين أن يغتسلوا مرتين في اليوم ومرتين في الليل بالماء البارد،  ووفقًا لهسيود، فقد مُنع الإغريق من سكب النبيذ الأسود لأي إله صباحاً إلا إذا غسلوا أيديهم أولاً.
ومثال أخر تذكره الموسوعة اليهودية، فإن رسالة أريستاس تنص على أن كاتبيالسبعينية (الترجمة يونانية للعهد القديم) يغسلون أيديهم في البحر كل صباح قبل الصلاة؛  يرى جوزيفوس أن بسبب هذا الأمر كانت تبنى المعابد اليهودية بالقرب من الماء،  فيما يعتبر علماء الكتاب المقدس أن هذه العادة ما هي إلا تقليداً للعلمانيين لسلوك الكهنة. يقدم الباريتا، تفسير لسبب غسل اليدين بعد الاستيقاظ، وهو وجود اعتقاد بأن روح النجاسة كانت تسكن الشخص ليلاً، ولن تغادره إلا إذا غسل يديه. أما في كتاب زوهر يذكر التفسير التالي، لأن الروح تترك الجسد مؤقتًا أثناء النوم، فإن الجسد مفتوح للتملك الشيطاني. تفسير الكابلا للأمر، هو أن الموت ينتظر أي شخص يمشي أكثر من 12 خطوة بعيدة عن فراشه دون أن يتوضأ.
وفقًا لتعليق بيك على الكتاب المقدس أيضاً، فإن القانون الكهنوتي يشترط إغتسال الأفراد قبل أن يصبحوا أعضاء في الكهنوت اليهودي،  ونفس الأمر مع اللاويين فيشترط التطهير قبل أن يقوموا بعملهم.
يذكر في تعليق بيك على أنه على الرغم من أن هناك قواعد توراتية متعلقة بطقوس التطهير بعد الإفرازات الجسدية للجنسين، إلا انه هناك اسباب صحية تدعم هذه الممارسات، عموماً فهو يفسر هذه القاعد أنها نشأت كتحريم ملامسة الدم والسائل المنوي، بسبب الاعتقاد بأنها تحتوي على الحياة، أكثر من أي سوائل جسدية أخرى، أو أي جزء من الجسم.
يربط الحاخام أرييه كابلان في كتابه «مياه الحياة» أن قوانين النجاسة بالحكاية المذكورة في بداية سفر التكوين. فوفقًا لسفر التكوين، جلب آدم وحواء الموت إلى العالم من خلال أكلهم من شجرة المعرفة.
يشير الحاخام كابلان إلى أن معظم قوانين النجاسة تتعلق بشكل ما في شكل من أشكال الموت (فمثلاً في حالة الحيض هناك احتمال لخسارة الحياة)، لذلك وجب على الشخص الذي يتلامس مع أحد أشكال الموت أن ينغمس في الماء الموصوف في سفر التكوين، أي أنه ماء يتدفق من جنة عدن (مصدر الحياة)، من أجل تطهير نفسه من اتصاله بالموت أو أي خطيئة.

## حوض الإغتسال في التجربة الرمزية والتصنيف الكتابي
يمكن أن يكون الغسل مغتمراً في حوض الاغتسال (ميكفاه) أمر رمزي، من باب أن يرتبط ال1إنسان الحديث بتجارب الأجداد.
- سفينة نوح والطوفان
- عبور بحر ريد
- الكهنة الذين يحملون تابوت العهد يقودون شعب إسرائيل تحت قيادة يشوع عبر Jordan_River § Hebrew_Bible